# Divisions administratives de Cambodja
Cambodja és un país dividit administrativament en 23 províncies (khaet) i la capital Phnom Penh. Alhora, les províncies se subdivideixen en districtes (srŏk) i municipis (krong). Els districtes es divideixen en comunes (khum) i quarters (sangkat), alhora dividits en viles (phum). Els municipis també es divideixen en quarters (sangkat), els quals es divideixen en viles (phum), que es divideixen en grups (krom). La capital es divideix en seccions (khan), que alhora es divideixen en quarters (sangkat), i aquests en viles (phum).

## Primer nivell administratiu: províncies i capital
Les províncies (khaet) i municipis (krong) són les divisions administratives de primer nivell administratiu de Cambodia. Les províncies es divideixen en 159 districtes (srŏk) i 26 municipis (krong). La capital es divideix en 8 seccions (khan).
El 22 de desembre de 2008, el rei Norodom Sihamoni va signar un Reial Decret que convertia els municipis de Kep, Pailin i Sihanoukville en províncies, i modificava el traçat de diverses fronteres provincials.
Les províncies de Kratié, Ratanakiri, Stung Treng i Mondulkiri van ser part de Laos durant l'època en què Indoxina era un protectorat francès.
| Situació                      | Nom                           | Capital              | Població       | Àrea (km²) | Densitat de població | Índex de Desenvolupament Humà (IDH) | Abreviació |
| ----------------------------- | ----------------------------- | -------------------- | -------------- | ---------- | -------------------- | ----------------------------------- | ---------- |
| Província de Banteay Meanchey | Província de Banteay Meanchey | Sisophon             | 678.033 hab.   | 6.679 km²  | 102 hab./km²         |                                     | BM         |
| Província de Battambang       | Província de Battambang       | Battambang           | 1.036.523 hab. | 11.702 km² | 89 hab./km²          |                                     | BB         |
| Província de Kampong Cham     | Província de Kampong Cham     | Kampong Cham         | 1.680.694 hab. | 9.799 km²  | 172 hab./km²         | 0,687                               | KC         |
| Província de Kampong Chhnang  | Província de Kampong Chhnang  | Kampong Chhang       | 472.616 hab.   | 5.521 km²  | 86 hab./km²          | 0,626                               | KN         |
| Província de Kampong Speu     | Província de Kampong Speu     | Kampong Speu Town    | 716.517 hab.   | 7.017 km²  | 102 hab./km²         |                                     | KS         |
| Província de Kampong Thom     | Província de Kampong Thom     | Kampong Thom         | 708.398 hab.   | 13.814 km² | 51 hab./km²          |                                     | KT         |
| Província de Kampot           | Província de Kampot           | Kampot               | 585.110 hab.   | 4.873 km²  | 120 hab./km²         | 0,611                               | KP         |
| Província de Kandal           | Província de Kandal           | Ta Khmau             | 1.265.805 hab. | 3.568 km²  | 355 hab./km²         | 0,743                               | KD         |
| Província de Koh Kong         | Província de Koh Kong         | Koh Kong             | 139.722 hab.   | 11.160 km² | 12 hab./km²          | 0,641                               | KK         |
| Província de Kep              | Província de Kep              | Kep                  | 40.208 hab.    | 336 km²    | 120 hab./km²         |                                     | KE         |
| Província de Kratié           | Província de Kratié           | Kratié               | 318.523 hab.   | 11.094 km² | 29 hab./km²          | 0,577                               | KR         |
| Província de Mondulkiri       | Província de Mondulkiri       | Sen Monorom          | 60.811 hab.    | 14.288 km² | 4 hab./km²           | 0,649                               | MK         |
| Província de Oddar Meanchey   | Província de Oddar Meanchey   | Samraong             | 185.443 hab.   | 6.158 km²  | 30 hab./km²          |                                     | OM         |
| Municipi de Pailin            | Pailin                        | Pailin               | 70.482 hab.    | 803 km²    | 88 hab./km²          |                                     | PL         |
| Municipi de Phnom Penh        | Phnom Penh                    | Phnom Penh           | 2.000.064 hab. | 758 km²    | 2.638 hab./km²       | 0,704                               | PP         |
| Municipi de Sihanoukville     | Sihanoukville                 | Sihanoukville        | 199.902 hab.   | 868 km²    | 230 hab./km²         |                                     | SV         |
| Província de Preah Vihear     | Província de Preah Vihear     | Phnom Tbeng Meanchey | 170.852 hab.   | 13.788 km² | 12 hab./km²          |                                     | PR         |
| Província de Pursat           | Província de Pursat           | Pursat               | 397.107 hab.   | 12.692 km² | 31 hab./km²          | 0,646                               | PS         |
| Província de Prey Veng        | Província de Prey Veng        | Prey Veng            | 947.357 hab.   | 4.883 km²  | 194 hab./km²         | 0,599                               | PV         |
| Província de Ratanakiri       | Província de Ratanakiri       | Banlung              | 149.997 hab.   | 10.782 km² | 14 hab./km²          | 0,564                               | RK         |
| Província de Siem Reap        | Província de Siem Reap        | Siem Reap            | 896.309 hab.   | 10.299 km² | 87 hab./km²          |                                     | SR         |
| Província de Stung Treng      | Província de Stung Treng      | Stung Treng          | 111.734 hab.   | 11.092 km² | 10 hab./km²          | 0,621                               | ST         |
| Província de Svay Rieng       | Província de Svay Rieng       | Svay Rieng           | 482.785 hab.   | 2.966 km²  | 163 hab./km²         | 0,571                               | SG         |
| Província de Takéo            | Província de Takéo            | Takéo                | 843.931 hab.   | 3.563 km²  | 237 hab./km²         | 0,637                               | TK         |

## Segon nivell administratiu: districtes, municipis i seccions
Els districtes (srŏk) són subdivisions de les províncies que estan formats per comunes (khum) i quarters (sangkat). Els municipis (krong) són subdivisions de les províncies que es divideixen en quarters (sangkat). Les seccions (khan) són subdivisions de la capital i estan formats per quarters (sangkat).

## Altres nivells administratius de nivell inferior

### Comunes (khum)
Les comunes són subdivisions dels districtes, que alhora es divideixen en viles (phum).

### Viles (phum)
Les viles (phum), la subdivisió geogràfica i administrativa de rang inferior a Cambodja, són subdivisions de les comunes (khum) i els quarters (sangkat).
Durant els anys de domini dels Khmers rojos i sota el govern comunista, durant l'ocupació vietnamita de Cambodja, les viles se subdividien en 'grups' (krom) d'entre 15 i 20 llars que eren governades per un líder de grup (Meh Krom). No obstant això, aquest sistema ja no forma part del sistema administratiu oficial i actualment no es fa servir.
El cap administratiu d'una vila (phum) és del cap de vila (Protean Phum), que qual és generalment assistit per un suplent. Els caps de vila responen davant del líder o cap de la comuna (Meh Khum). Els caps de vila estan sota l'autoritat del Ministre de l'Interior, el qual és responsable de l'Administració i de la Policia Nacional. Abans del 2006, els cap de vila eren anomenats pel govern i requerien l'aprovació ministerial després d'una nominació de la comuna. El 2006 es van celebrar a Cambodja les primeres eleccions a cap de vila.

### Quarters (sangkat)
La capital (grans àrees urbanes com Phnom Penh) està dividida en districtes anomenats khan. Aquests khan es divideixen en quarters anomenats sangkat, els quals són el nivell administratiu més baix de la ciutat.

## Història
El 1975, el govern dels Khmers rojos es va desfer de totes les antigues divisions administratives tradicionals de Cambodja. En lloc de províncies, la Kamputxea Democràtica va ser dividida en 7 regions geogràfiques: El Nord-oest, el Nord, el Nord-est, l'Est, el Sud-oest, l'Oest i el Centre.
Aquestes zones es deriven de les divisions establertes pels Khmers rojos durant la lluita contra la República Khmer, liderada pel general Lon Nol.

## Mapes

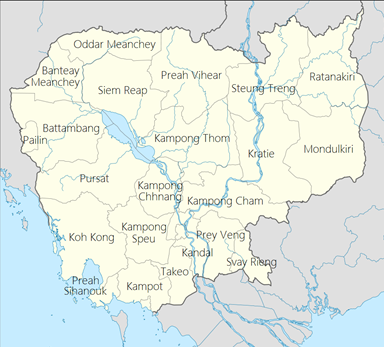
Províncies de Cambodja
Províncies de Cambodja amb els noms en Khmer